# Le Sang du diamant
Le Sang du diamant  ou L'Artisan  (The Cutter) est un film américain de William Tannen sorti en 2005 en DVD.

## Synopsis
Deux énormes pierres précieuses d'une valeur inestimable ont été volées par un tueur Dirk à la solde d'un ancien criminel de guerre nazi Speerman. Ce dernier a également chargé son sbire de kidnapper Isaac Teller, un des meilleurs tailleurs de diamants encore en activité. Lorsque la nièce de Teller Elizabeth s'aperçoit que son oncle a disparu, elle engage un détective privé dont l'efficacité lui a fait sa renommée, John Shepherd…

## Fiche technique
- Titre : Le Sang du diamant
- Titre québécois : L Artisan
- Titre original : The Cutter
- Réalisation : William Tannen
- Scénario : Bruce Haskett
- Musique : Elia Cmiral
- Image : Peter Moss
- Montage : Jason A. Payne
- Distribution des rôles : Rosemary Welden
- Création des décors : Vincent DeFelice
- Création des costumes : Lexi Nikitas
- Budget : 6 millions de dollars
- Pays :  États-Unis
- Genre : Thriller; Action
- Durée : 92 minutes
- Date de sortie en DVD : 
  -  États-Unis;  Pays-Bas : 14 mars 2006
  -  Royaume-Uni : 29 mai 2006
  -  France : 9 mai 2007

## Distribution
- Chuck Norris (VF : Bernard Tiphaine ; VQ : Hubert Gagnon) : John Shepherd
- Bernie Kopell (VF : Marc Cassot) : Isaac Teller
- Joanna Pacula (VF : Emmanuelle Bondeville ; VQ : Claudine Chatel) : Elizabeth Teller
- Daniel Bernhardt (VF : Jérôme Pauwels ; VQ : Daniel Picard) : Dirk
- Curt Lowens : le colonel Speerman
- Tracy Scoggins : Alena
- Aaron Norris : Tony Maylam
- Todd Jensen (VQ : Jacques Lavallée) : Parks
- Marshall R. Teague : Moore

## Autour du film
- Le film fut diffusé pour la première fois le 23 novembre 2005 en Roumanie.
- L'acteur Daniel Bernhardt est aussi connu pour avoir joué dans Bloodsport 2, 3 et 4.